# Tournoi d'ouverture du championnat du Salvador de football 2008
Navigation
Saison précédente Saison suivante
Le Tournoi Apertura 2008 est le vingt-et-unième tournoi saisonnier disputé au Salvador.
C'est cependant la 68e fois que le titre de champion du Salvador est remis en jeu.
Lors de ce tournoi, le CD Luis Ángel Firpo a tenté de conserver son titre de champion du Salvador face aux neuf meilleurs clubs salvadoriens.
Chacun des dix clubs participant était confronté deux fois aux neuf autres équipes. Puis les quatre meilleurs se sont affrontés lors d'une phase finale à la fin du tournoi.
Seulement une place était qualificative pour la Ligue des champions de la CONCACAF.

## Les 10 clubs participants
| \| CD Águila Alianza FC CD Atlético Balboa CD Chalatenango Club Deportivo FAS AD Isidro-Metapan Juv. Independiente CD Luis Ángel Firpo Nejapa FC CD Vista Hermosa \| Localisation des clubs. |
| CD Águila Alianza FC CD Atlético Balboa CD Chalatenango Club Deportivo FAS AD Isidro-Metapan Juv. Independiente CD Luis Ángel Firpo Nejapa FC CD Vista Hermosa                               |

| Club                   | Stade                          | Capacité | Ville                |
| CD Águila              | Stade Juan Francisco Barraza   | 10 000   | San Miguel           |
| Alianza FC             | Stade Cuscatlán                | 45 925   | San Salvador         |
| CD Atlético Balboa     | Stade Marcelino Imbers         | 4 000    | La Unión             |
| CD Chalatenango        | Stade José Gregorio Martínez   | 15 000   | Chalatenango         |
| Club Deportivo FAS     | Stade Oscar Quiteño            | 15 000   | Santa Ana            |
| AD Isidro-Metapan      | Stade Jorge Calero Suárez      | 8 000    | Metapán              |
| Juventud Independiente | Complexe Municipal (en)        | 5 000    | Opico                |
| CD Luis Ángel Firpo    | Stade Sergio Torres            | 5 000    | Usulután             |
| Nejapa FC              | Complexe Victoria Gasteiz (en) | 2 000    | Nejapa               |
| CD Vista Hermosa       | Stade Correcaminos             | 12 000   | San Francisco Gotera |

## Compétition
Le tournoi Apertura se déroule de la même façon que les tournois des championnats précédents, en deux phases :
- La phase de qualification : les dix-huit journées de championnat.
- La phase finale : les matchs aller-retour allant des demi-finales à la finale.

### Phase de qualification
Lors de la phase de qualification les dix équipes affrontent à deux reprises les neuf autres équipes selon un calendrier tiré aléatoirement.
Les quatre meilleures équipes sont qualifiées pour les demi-finales.
Le classement est établi sur le barème de points classique (victoire à 3 points, match nul à 1, défaite à 0).
Le départage final se fait selon les critères suivants :
- Le nombre de points.
- La différence de buts générale.
- Le nombre de buts marqué.

#### Classement
| Rang | Équipe                  | Pts | J  | G  | N | P  | Bp | Bc | Diff |
| ---- | ----------------------- | --- | -- | -- | - | -- | -- | -- | ---- |
| 1    | CD Águila               | 34  | 18 | 10 | 4 | 4  | 39 | 19 | +20  |
| 2    | AD Isidro-Metapan       | 31  | 18 | 8  | 7 | 3  | 32 | 21 | +11  |
| 3    | Club Deportivo FAS      | 30  | 18 | 8  | 6 | 4  | 27 | 22 | +5   |
| 4    | CD Chalatenango         | 28  | 18 | 7  | 7 | 4  | 25 | 24 | +1   |
| 5    | CD Vista Hermosa        | 27  | 18 | 7  | 6 | 5  | 20 | 16 | +4   |
| 6    | CD Luis Ángel Firpo (T) | 22  | 18 | 5  | 7 | 6  | 20 | 18 | +2   |
| 7    | CD Atlético Balboa (P)  | 20  | 18 | 4  | 8 | 6  | 23 | 29 | -6   |
| 8    | Nejapa FC (P)           | 19  | 18 | 4  | 7 | 7  | 21 | 35 | -14  |
| 9    | Alianza FC              | 17  | 18 | 4  | 5 | 9  | 19 | 25 | -6   |
| 10   | Juventud Independiente  | 11  | 18 | 2  | 5 | 11 | 16 | 34 | -18  |

| Légende : Qualifications et relégations | Légende : Qualifications et relégations                  |
| --------------------------------------- | -------------------------------------------------------- |
|                                         | Qualifié pour les demi-finales                           |
|                                         | (T) : Tenant du titre (P) : Promu de la saison 2007-2008 |

#### Matchs
| Résultats (▼dom., ►ext.)                                   | Agu | Ali | Bal | Cha | FAS | Lui | Isi | Juv | Nej | Vis |
| CD Águila                                                  |     | 1-0 | 1-1 | 0-1 | 3-1 | 3-2 | 1-1 | 0-0 | 2-0 | 1-0 |
| Alianza FC                                                 | 1-1 |     | 2-3 | 0-1 | 0-1 | 0-2 | 1-1 | 3-1 | 0-0 | 1-1 |
| CD Atlético Balboa                                         | 1-3 | 1-2 |     | 2-2 | 2-2 | 0-0 | 1-0 | 3-7 | 2-1 | 0-1 |
| CD Chalatenango                                            | 1-0 | 1-0 | 1-1 |     | 2-3 | 2-1 | 3-2 | 2-2 | 3-1 | 2-2 |
| Club Deportivo FAS                                         | 1-0 | 1-0 | 1-1 | 2-2 |     | 2-3 | 1-1 | 2-0 | 2-2 | 1-0 |
| CD Luis Ángel Firpo                                        | 2-3 | 1-2 | 0-0 | 0-0 | 1-2 |     | 0-0 | 0-1 | 2-0 | 1-0 |
| AD Isidro-Metapan                                          | 4-1 | 2-1 | 2-3 | 3-1 | 2-2 | 2-2 |     | 4-1 | 2-1 | 3-0 |
| Juventud Independiente                                     | 1-2 | 2-2 | 0-0 | 0-0 | 2-1 | 0-0 | 0-1 |     | 1-1 | 0-3 |
| Nejapa FC                                                  | 1-6 | 1-2 | 2-1 | 3-1 | 0-2 | 0-2 | 2-3 | 1-1 |     | 0-2 |
| CD Vista Hermosa                                           | 1-1 | 4-2 | 2-1 | 2-0 | 1-0 | 1-1 | 0-0 | 0-2 | 0-0 |     |
| - Victoire à domicile - Match nul - Victoire à l'extérieur |     |     |     |     |     |     |     |     |     |     |

### La phase finale
Les quatre équipes qualifiées sont réparties dans le tableau final d'après leur classement général.
En cas d'égalité lors des demi-finales, c'est l'équipe la mieux classée qui se qualifie. Par contre lors de la finale, si les deux équipes sont à égalité, des prolongations puis une séance de tirs au but ont lieu.

#### Tableau
|  | 1/2 finale         | 1/2 finale         | 1/2 finale        | 1/2 finale | 1/2 finale | 1/2 finale      |                 |     | Finale | Finale | Finale | Finale | Finale |  |
|  |                    |                    |                   |            |            |                 |                 |     |        |        |        |        |        |  |
|  |                    |                    |                   |            |            |                 |                 |     |        |        |        |        |        |  |
|  |                    |                    |                   |            |            |                 |                 |     |        |        |        |        |        |  |
|  | CD Águila          | CD Águila          | (1)               | 0          | 1          |                 |                 |     |        |        |        |        |        |  |
|  | CD Águila          | CD Águila          | (1)               | 0          | 1          |                 |                 |     |        |        |        |        |        |  |
|  | CD Chalatenango    | CD Chalatenango    | (4)               | 3          | 0          |                 |                 |     |        |        |        |        |        |  |
|  | CD Chalatenango    | CD Chalatenango    | (4)               | 3          | 0          | CD Chalatenango | CD Chalatenango | (4) | 2      | 1(3)   |        |        |        |  |
|  |                    |                    |                   |            |            |                 | CD Chalatenango | (4) | 2      | 1(3)   |        |        |        |  |
|  |                    | AD Isidro-Metapan  | AD Isidro-Metapan | (2)        | 2          | 1(4)            |                 |     |        |        |        |        |        |  |
|  | AD Isidro-Metapan  | AD Isidro-Metapan  | AD Isidro-Metapan | (2)        | 2          | 1(4)            | (2)             | 1   | 3      |        |        |        |        |  |
|  | AD Isidro-Metapan  | AD Isidro-Metapan  |                   |            |            |                 | (2)             | 1   | 3      |        |        |        |        |  |
|  | Club Deportivo FAS | Club Deportivo FAS | (3)               | 3          | 1          |                 |                 |     |        |        |        |        |        |  |
|  | Club Deportivo FAS | Club Deportivo FAS | (3)               | 3          | 1          |                 |                 |     |        |        |        |        |        |  |

#### Demi-finales
| Club              | Aller | Retour | Club               | Commentaire |
| CD Águila         | 0-3   | 1-0    | CD Chalatenango    |             |
| AD Isidro-Metapan | 1-3   | 3-1    | Club Deportivo FAS |             |

#### Finale
| 21 décembre 2008                                                                   | CD Chalatenango                                                  | 3:3 (a.p.)                                                                                  | AD Isidro-Metapan                                                                         | Stade Cuscatlán      |                      |
|                                                                                    | Carlos Ayala 48e · Mark Lester Blanco 63e · Amílcar Ramírez 100e | (0:0)                                                                                       | Dagoberto Portillo 47e (pen.) · José Manuel Martínez 65e · Dagoberto Portillo 115e (pen.) | Spectateurs : 14 403 | Spectateurs : 14 403 |
| Hermes Martínez · Amílcar Ramírez · Carlos Ayala · Fredy Víchez · José Luis Osorio | Tirs au but 3:4                                                  | Dagoberto Portillo · Williams Reyes · Paolo Suárez · Alexander Escobar · Erick Dowson Prado |                                                                                           | Spectateurs : 14 403 | Spectateurs : 14 403 |

## Bilan du tournoi
| Tableau d'Honneur     |                   |
| Compétition           | Vainqueur         |
| Tournoi Apertura 2008 | AD Isidro-Metapan |

| Qualifications continentales 2009-2010 |                   |
| Ligue des champions                    | Qualifiés         |
| Phase de groupes/Tour Préliminaire     | AD Isidro-Metapan |

## Statistiques

### Buteurs
| Rang | Nom                    | Équipe             | Buts |
| 1    | Carlos Ayala           | CD Chalatenango    | 11   |
| 2    | José Oliveira de Souza | CD Águila          | 9    |
| 3    | Cesar Larios           | Club Deportivo FAS | 8    |
| 3    | Williams Reyes         | AD Isidro-Metapan  | 8    |
| 3    | Franklin Webster       | CD Atlético Balboa | 8    |
| 6    | 2 joueurs              | 2 joueurs          | 7    |